# Geocrinia rosea
Geocrinia rosea är en groddjursart som först beskrevs av Harrison 1927.  Geocrinia rosea ingår i släktet Geocrinia och familjen Myobatrachidae. IUCN kategoriserar arten globalt som livskraftig. Inga underarter finns listade i Catalogue of Life.